# Ольгинская (Ростовская область)
О́льгинская — станица в Аксайском районе Ростовской области. Административный центр Ольгинского сельского поселения.

## География
Расположена в 15 км (по дорогам) юго-восточнее районного центра — города Аксай. Станица находится на берегу озера Генеральское.

## История
История образования станицы необычна. Жизнь станице дал почтовый тракт, проходивший по земле Области Войска Донского от Аксайской переправы на Кавказ. Трудности при продвижении на юг не только почты, но и разнообразных проезжающих от военных до путешественников привели к тому, что на высшем уровне было принято решение о застройке придорожной черты тракта хуторами и посёлками.

«Ежегодно в зимнее время, особенно когда продолжается жестокая стужа с метелью и сильным ветром, проезд для всех едущих и проходящих войсковых команд по открытой там степи делается совершенное препятствующим и неудобным, так как и во время следования сего года партиями ратников на Кавказскую линию приостановлены оные были в Старо-Черкасске до окончания бывшей несколько дней сряду метелью и стужею; приготовленные под проезд их селений верст за двести и более с подводами люди, с лошадьми и скотом, должны были подвергаться всем бедствиям жестокости зимы, и ежели бы не предприняты были против сего самые деятельные меры, то неминуемо весь скот подвержен был гибели…» — писал в 1808 году атаман войска Донского императору Александру I.

Из имперской канцелярии на Дон вскоре пришло распоряжение о незамедлительном заселении почтового тракта, идущего на Кавказ. Указ Аксайского сыскного начальства от 23 марта 1808 года гласил:

«…жительствующим в станицах чинам, казакам и приписным за станицами малороссиянам, не окажутся ли желающие поселится у дороги Задонского почтового тракта при почтах — Кагальницкой, Мечетной и Мало-Егорлыкской, где отведена быть имеет им земля, по примеру станицами, с тем, что они желающие получить льготы на пять лет, первые от всех по военной службе употреблений, а последние — малороссияне в нарядах от тягостей и работ по войску…»

Так намечены были к образованию и заселению Кагальницкая, Мечетинская и Егорлыкская станицы. Тут же к ним добавили ещё одну — Новомахинскую. Эта станица образовывалась по высочайшей императорской воле в 1809 году при речке Сухом Махине. Впрочем, на указанном месте уже находился хутор станицы Василия Иловайского и хутор бывшего войскового атамана Алексея Иловайского. Новомахинская станица была заложена в полутора километрах западней хутора Махин, именовавшегося в XVII столетии Махиным городком. Махин был временным станом донских казаков, участвовавших в Азовском «сидении».
С 1809 по 1819 годы первая станица по пути Задонского почтового тракта именовалась Новомахинской, а с начала 1820 года — Махинской. В Новомахинскую станицу переселилось сначала около 60 семей казаков из донских станиц и семьи малороссиян, поступивших в казачье сословие. Впоследствии число переселенцев росло как административными усилиями правительства, так уже обжитым видом новых станиц. Главным делом переселенцев было поставить церковь, чтобы станица «состоялась». Первая деревянная Успенская церковь в Новомахинской станице была воздвигнута уже в 1810 году. В церкви на видном месте хранился напрестольный крест, серебряный и позолоченный, с надписью на оборотной стороне: «Подан графом Матвеем Ивановичем Платовым 1 октября 1817 года».
Расстояние между Аксайской и Махинской станицами в распутицу преодолевалось с большим трудом, особенно при весеннем паводке, поэтому к середине XIX века назрела необходимость строительства в этих местах дамбы. Заскрипели перья чиновников, полетели депеши, согласования, проекты.
И 11 июля 1846 года, в день венчания дочери Николая I, великой княгини Ольги, при большом стечении публики наказной атаман войска Донского генерал от кавалерии М. Г. Власов всенародно объявил о начале сооружения дамбы и высказал предложение, чтобы придел в новом храме, предположенном к строительству в Махинской станице, «…освящен был во имя святой благоверной и Великой княгини Ольги и чтобы в воспоминание тезоименитства ея Августейшей соименинницы на память в роды родов настоящего торжества переименовать станицу Махинскую в Ольгинскую и название дамбы украсить именем её Величества».
Постройка дамбы продолжалась девять лет и обошлась казне в 935236 рублей. Дамба была проложена по займищу от Аксайской до Ольгинской станицы на расстояние семи с половиной вёрст. На этом пространстве было сооружено 8 мостов. 93 человека обслуживало дамбу. В их числе были офицеры, писари, урядники и казаки. Нижние чины на погонах имели буквы «ОД» — Ольгинская дамба.
В 1855 году в уже Ольгинской станице была построена деревянная трехпрестольная Успенская церковь, а в начале XX века был сооружен каменный трехпрестольный храм, освященный в 1902 году. Революция и гражданская война не обошла стороной станицу Ольгинскую. Знаменитый «ледовый поход» генерала Корнилова проходил в феврале 1918 года как раз по этим местам.

### Гражданская война
С введением после гражданской войны нового административно-территориального деления Ольгинская, до этого входившая в состав Черкасского округа Донской области, стала центром сельского совета в Ростовском районе Донского округа Северо-Кавказского края. В ней проживало 5536 человек, имелось 1135 дворов, 2 школы 1-й ступени и столько же библиотек, 9 мелких промышленных предприятий, 5 кузниц, 3 мельницы, маслобойка, 475 колодцев.

### Великая Отечественная война
Великая Отечественная война принесла очередное испытание. В августе 1941 года к Аксаю стали прорываться нацисты. После того как авиация разбомбила железнодорожный мост в Ростове, было принято решение о сооружении одноколейной железной дороги по Ольгинской дамбе от Аксая до Батайска. Причем по дамбе сохранялось движение автомобильного и гужевого транспорта. Немцы появились в станице Аксайской днем 25 июля 1942 года. Шли они группами, направляясь к станице с севера. С июля 1942 года по февраль 1943 года хозяйничали гитлеровские захватчики на территории Аксайского района. Были они и в станице Ольгинской. 7 февраля 1943 года станица Ольгинская была освобождена войсками Южного фронта Красной Армии. Все имевшиеся на Ольгинской дамбе мосты были взорваны. Начался восстановительный послевоенный период…

## Население
| 1989 | 2002  | 2010  |
| ---- | ----- | ----- |
| 4570 | ↗5263 | ↗5613 |

## Известные люди
В станице родился Герой Советского Союза Павел Примаков.
Макар Никитович Мазай — сталевар-новатор, зверски замученный фашистами за отказ с ними сотрудничать.